# División Este de la Liga Americana
La División Este de la Liga Americana (American League East Division) es una de las seis divisiones de Major League Baseball. Cuatro de sus cinco equipos están localizados en zona este de los Estados Unidos, el quinto equipo está en la zona este de Canadá.

## Miembros

### Miembros actuales
- Baltimore Orioles - Miembro fundador
- Boston Red Sox - Miembro fundador
- New York Yankees - Miembro fundador
- Tampa Bay Rays - Se unieron en 1998 como equipo de expansión (como los Tampa Bay Devil Rays).
- Toronto Blue Jays - Se unieron en 1977 como equipo de expansión.

### Miembros antiguos
- Cleveland Indians - Miembro fundador; actualmente en la AL Central.
- Detroit Tigers - Miembro fundador, permaneció hasta 1997; actualmente en la AL Central.
- Milwaukee Brewers - Se unió en 1972 y permaneció hasta 1993 actualmente en la NL Central.
- Washington Senators - Miembro fundador, permaneció hasta 1971, se mudó a Arlington, Texas en 1972 convirtiéndose en los Texas Rangers, actualmente en la AL Oeste.

### Alineación
| Periodo de tiempo | Alineación | Cambios                                                                                                  |
| ----------------- | --- | --- |
| 1969-1971         | Baltimore Orioles, Boston Red Sox, Cleveland Indians, Detroit Tigers, New York Yankees, Washington Senators                  | Creación de la división por la expansión de 1969                                                         |
| 1972-1976         | Baltimore Orioles, Boston Red Sox, Cleveland Indians, Detroit Tigers, Milwaukee Brewers, New York Yankees                    | La franquicia de Washington se muda a Texas y se unen a la AL Oeste, cambiando de división con Milwaukee |
| 1977-1993         | Baltimore Orioles, Boston Red Sox, Cleveland Indians, Detroit Tigers, Milwaukee Brewers, New York Yankees, Toronto Blue Jays | Toronto se une en la expansión de 1977                                                                   |
| 1994-1997         | Baltimore Orioles, Boston Red Sox, Detroit Tigers, New York Yankees, Toronto Blue Jays                                       | Por el reacomodo de 1994, Cleveland y Milwaukee se mudan a la recién creada AL Central                   |
| 1998-presente     | Baltimore Orioles, Boston Red Sox, New York Yankees, Tampa Bay Devil Rays/Rays, Toronto Blue Jays                            | Tampa Bay se une en la expansión de 1998, Detroit se muda a la AL Central                                |

## Campeones divisionales
| Temp. | Equipo                                     | Récord                                     | %                                          | Resultado en los playoffs                  |
| ----- | ------------------------------------------ | ------------------------------------------ | ------------------------------------------ | ------------------------------------------ |
| 1969  | Baltimore Orioles                          | 109–53                                     | .673                                       | Perdió la Serie Mundial                    |
| 1970  | Baltimore Orioles                          | 108–54                                     | .667                                       | Ganó la Serie Mundial                      |
| 1971  | Baltimore Orioles                          | 101–57                                     | .639                                       | Perdió la Serie Mundial                    |
| 1972  | Detroit Tigers                             | 86–70                                      | .551                                       | Perdió el Campeonato de la AL              |
| 1973  | Baltimore Orioles                          | 97–65                                      | .599                                       | Perdió el Campeonato de la AL              |
| 1974  | Baltimore Orioles                          | 91–71                                      | .562                                       | Perdió el Campeonato de la AL              |
| 1975  | Boston Red Sox                             | 95–65                                      | .594                                       | Perdió la Serie Mundial                    |
| 1976  | New York Yankees                           | 97–62                                      | .610                                       | Perdió la Serie Mundial                    |
| 1977  | New York Yankees                           | 100–62                                     | .617                                       | Ganó la Serie Mundial                      |
| 1978  | New York Yankees                           | 100–63                                     | .613                                       | Ganó la Serie Mundial                      |
| 1979  | Baltimore Orioles                          | 102–57                                     | .642                                       | Perdió la Serie Mundial                    |
| 1980  | New York Yankees                           | 103–59                                     | .636                                       | Perdió el Campeonato de la AL              |
| 1981  | New York Yankees                           | 59–48                                      | .551                                       | Perdió la Serie Mundial                    |
| 1982  | Milwaukee Brewers                          | 95–67                                      | .586                                       | Perdió la Serie Mundial                    |
| 1983  | Baltimore Orioles                          | 98–64                                      | .605                                       | Ganó la Serie Mundial                      |
| 1984  | Detroit Tigers                             | 104–58                                     | .642                                       | Ganó la Serie Mundial                      |
| 1985  | Toronto Blue Jays                          | 99–62                                      | .615                                       | Perdió el Campeonato de la AL              |
| 1986  | Boston Red Sox                             | 95–66                                      | .590                                       | Perdió la Serie Mundial                    |
| 1987  | Detroit Tigers                             | 98–64                                      | .605                                       | Perdió el Campeonato de la AL              |
| 1988  | Boston Red Sox                             | 89–73                                      | .549                                       | Perdió el Campeonato de la AL              |
| 1989  | Toronto Blue Jays                          | 89–73                                      | .549                                       | Perdió el Campeonato de la AL              |
| 1990  | Boston Red Sox                             | 88–74                                      | .543                                       | Perdió el Campeonato de la AL              |
| 1991  | Toronto Blue Jays                          | 91–71                                      | .562                                       | Perdió el Campeonato de la AL              |
| 1992  | Toronto Blue Jays                          | 96–66                                      | .593                                       | Ganó la Serie Mundial                      |
| 1993  | Toronto Blue Jays                          | 95–67                                      | .586                                       | Ganó la Serie Mundial                      |
| 1994  | Suspendida debido a la huelga de jugadores | Suspendida debido a la huelga de jugadores | Suspendida debido a la huelga de jugadores | Suspendida debido a la huelga de jugadores |
| 1995  | Boston Red Sox                             | 86–58                                      | .597                                       | Perdió la Serie Divisional                 |
| 1996  | New York Yankees                           | 92–70                                      | .568                                       | Ganó la Serie Mundial                      |
| 1997  | Baltimore Orioles                          | 98–64                                      | .605                                       | Perdió el Campeonato de la AL              |
| 1998  | New York Yankees                           | 114–48                                     | .704                                       | Ganó la Serie Mundial                      |
| 1999  | New York Yankees                           | 98–64                                      | .605                                       | Ganó la Serie Mundial                      |
| 2000  | New York Yankees                           | 87–74                                      | .540                                       | Ganó la Serie Mundial                      |

| Temp. | Equipo            | Récord     | %          | Resultado en los playoffs     |
| ----- | ----------------- | ---------- | ---------- | ----------------------------- |
| 2001  | New York Yankees  | 95–65      | .594       | Perdió la Serie Mundial       |
| 2002  | New York Yankees  | 103–58     | .640       | Perdió la Serie Divisional    |
| 2003  | New York Yankees  | 101–61     | .623       | Perdió la Serie Mundial       |
| 2004  | New York Yankees  | 101–61     | .623       | Perdió el Campeonato de la AL |
| 2005  | New York Yankees  | 95–67      | .586       | Perdió la Serie Divisional    |
| 2006  | New York Yankees  | 97–65      | .599       | Perdió la Serie Divisional    |
| 2007  | Boston Red Sox    | 96–66      | .593       | Ganó la Serie Mundial         |
| 2008  | Tampa Bay Rays    | 97–65      | .599       | Perdió la Serie Mundial       |
| 2009  | New York Yankees  | 103–59     | .636       | Ganó la Serie Mundial         |
| 2010  | Tampa Bay Rays    | 96–66      | .593       | Perdió la Serie Divisional    |
| 2011  | New York Yankees  | 97–65      | .599       | Perdió la Serie Divisional    |
| 2012  | New York Yankees  | 95–67      | .586       | Perdió el Campeonato de la AL |
| 2013  | Boston Red Sox    | 97–65      | .599       | Ganó la Serie Mundial         |
| 2014  | Baltimore Orioles | 96–66      | .593       | Perdió el Campeonato de la AL |
| 2015  | Toronto Blue Jays | 93–69      | .574       | Perdió el Campeonato de la AL |
| 2016  | Boston Red Sox    | 93–69      | .574       | Perdió la Serie Divisional    |
| 2017  | Boston Red Sox    | 93–69      | .574       | Perdió la Serie Divisional    |
| 2018  | Boston Red Sox    | 108–54     | .667       | Ganó la Serie Mundial         |
| 2019  | New York Yankees  | 103–59     | .636       | Perdió el Campeonato de la AL |
| 2020  | Tampa Bay Rays    | 40-20      | .667       | Perdió la Serie Mundial       |
| 2021  | Tampa Bay Rays    | 100-62     | .617       | Perdió la Serie Divisional    |
| 2022  | New York Yankees  | 99-63      | .611       | Perdió el Campeonato de la AL |
| 2023  | Baltimore Orioles | 101-61     | .623       | Perdió la Serie Divisional    |
| 2024  | New York Yankees  | 94-68      | .580       | Perdió la Serie Mundial       |
| 2025  | En disputa        | En disputa | En disputa | En disputa                    |

## Clasificados a los playoffs vía comodín
- Desde la temporada 1994 hasta la 2011 se incorporó la ronda divisional que clasificó a un equipo a la Ronda divisional, desde 2012 se creó la ronda comodín que clasifica a tres equipos a la mencionada ronda.

| Temp. | Equipo                              | Récord | %    | Resultado en los playoffs                                      |
| ----- | ----------------------------------- | ------ | ---- | -------------------------------------------------------------- |
| 1995  | New York Yankees                    | 79–65  | .549 | Perdió la Serie divisional                                     |
| 1996  | Baltimore Orioles                   | 88–74  | .543 | Perdió la Serie de Campeonato de la AL                         |
| 1997  | New York Yankees                    | 96–66  | .593 | Perdió la Serie divisional                                     |
| 1998  | Boston Red Sox                      | 92–70  | .568 | Perdió la Serie divisional                                     |
| 1999  | Boston Red Sox                      | 94–68  | .580 | Perdió la Serie de Campeonato de la AL                         |
| 2003  | Boston Red Sox                      | 95–67  | .586 | Perdió la Serie de Campeonato de la AL                         |
| 2004  | Boston Red Sox                      | 98–64  | .605 | Ganó la Serie Mundial                                          |
| 2005  | Boston Red Sox                      | 95–67  | .586 | Perdió la Serie divisional                                     |
| 2007  | New York Yankees                    | 94–68  | .580 | Perdió la Serie divisional                                     |
| 2008  | Boston Red Sox                      | 95–67  | .568 | Perdió la Serie de Campeonato de la AL                         |
| 2009  | Boston Red Sox                      | 95–67  | .568 | Perdió la Serie divisional                                     |
| 2010  | New York Yankees                    | 95–67  | .586 | Perdió la Serie de Campeonato de la AL                         |
| 2011  | Tampa Bay Rays                      | 91–71  | .562 | Perdió la Serie divisional                                     |
| 2012  | Baltimore Orioles                   | 93–69  | .574 | Perdió la Serie divisional                                     |
| 2013  | Tampa Bay Rays                      | 92–71  | .574 | Perdió la Serie divisional                                     |
| 2015  | New York Yankees                    | 87–75  | .537 | Perdió la Ronda comodín                                        |
| 2016  | Toronto Blue Jays Baltimore Orioles | 89–73  | .549 | Perdió la Serie de Campeonato de la AL Perdió la Ronda comodín |

| Temp. | Equipo                             | Récord      | %         | Resultado en los playoffs                                      |
| ----- | ---------------------------------- | ----------- | --------- | -------------------------------------------------------------- |
| 2017  | New York Yankees                   | 91–71       | .562      | Perdió la Serie de Campeonato de la AL                         |
| 2018  | New York Yankees                   | 100–62      | .617      | Perdió la Ronda comodín                                        |
| 2019  | Tampa Bay Rays                     | 96–66       | .593      | Perdió la Serie divisional                                     |
| 2020  | New York Yankees Toronto Blue Jays | 33–27 32–28 | .550 .533 | Perdió la Serie divisional Perdió la Ronda comodín             |
| 2021  | Boston Red Sox New York Yankees    | 92–70       | .568      | Perdió la Serie de Campeonato de la AL Perdió la Ronda comodín |
| 2022  | Toronto Blue Jays Tampa Bay Rays   | 92–70 86–76 | .568 .531 | Perdió la Ronda comodín                                        |
| 2023  | Toronto Blue Jays Tampa Bay Rays   | 99–63 89–73 | .611 .549 | Perdió la Ronda comodín                                        |
| 2024  | Baltimore Orioles                  | 91–71       | .562      | Perdió la Ronda comodín                                        |

## Títulos divisionales por equipo
| Equipo             | Títulos | Wild Card | Años |
| ------------------ | ------- | --------- | --- |
| New York Yankees   | 21      | 8         | 1976, 1977, 1978, 1980, 1981, 1996, 1998, 1999, 2000, 2001, 2002, 2003, 2004, 2005, 2006, 2009, 2011, 2012, 2019, 2022, 2024 |
| Boston Red Sox     | 10      | 8         | 1975, 1986, 1988, 1990, 1995, 2007, 2013, 2016, 2017, 2018                                                                   |
| Baltimore Orioles  | 10      | 3         | 1969, 1970, 1971, 1973, 1974, 1979, 1983, 1997, 2014, 2023                                                                   |
| Toronto Blue Jays  | 6       | 4         | 1985, 1989, 1991, 1992, 1993, 2015                                                                                           |
| Tampa Bay Rays     | 4       | 5         | 2008, 2010, 2020, 2021 |
| Detroit Tigers†    | 3       | -         | 1972, 1984, 1987 |
| Milwaukee Brewers* | 1       | -         | 1982 |

* - Dejó la división en 1994

† - Dejó la división en 1998